# Deutsche Meisterschaften im Eisschnelllauf 2016

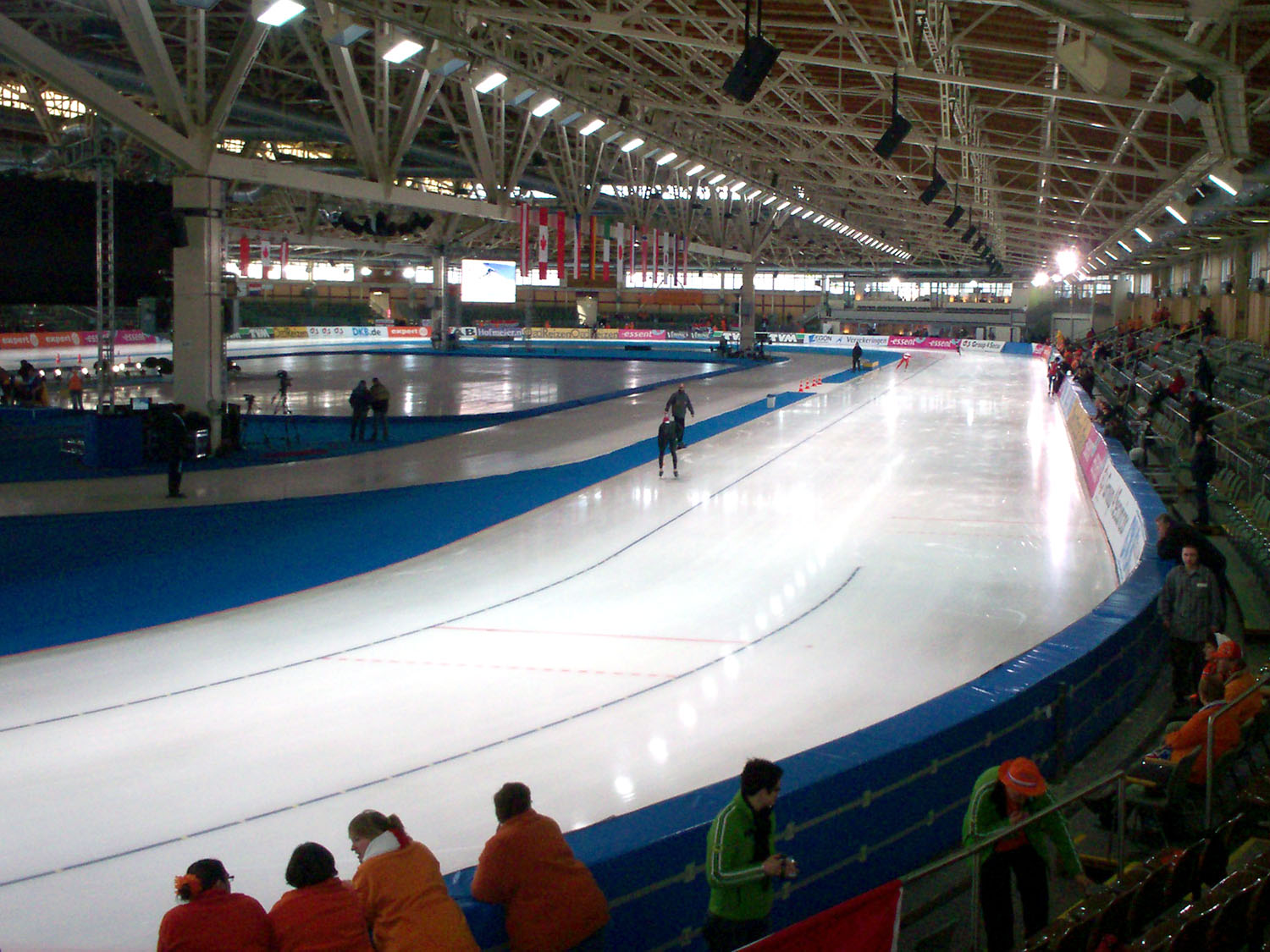
Im Sportforum Berlin-Hohenschönhausen finden die Allround- und die Sprint-Mehrkampfmeisterschaft statt.

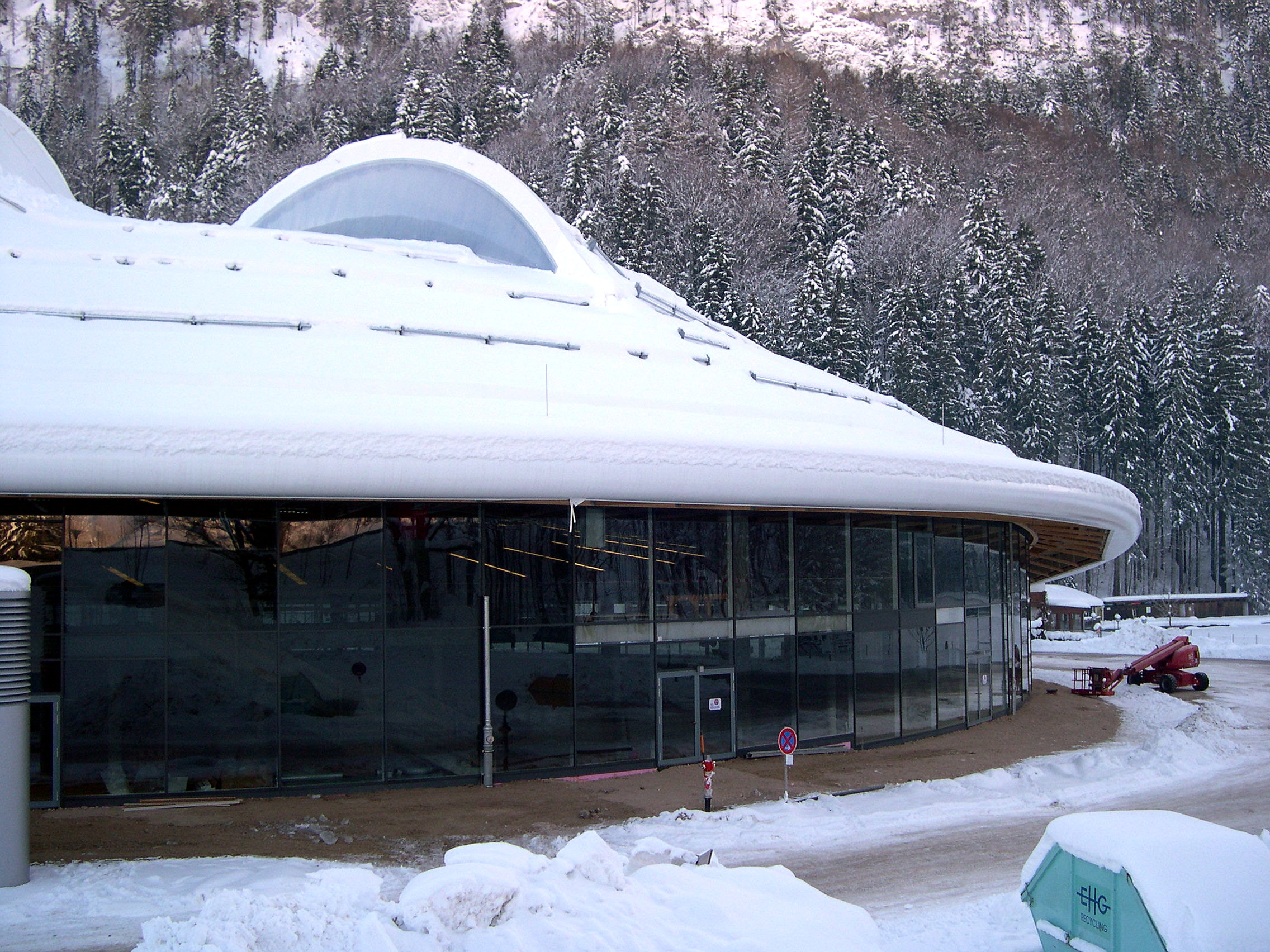
In der Max Aicher Arena fanden der Massenstart und die Einzelstrecken-Meisterschaft statt.

Die Deutschen Meisterschaften im Eisschnelllauf 2016 im Massenstart fanden am 17. Juli 2015 und die Einzelstrecken fanden am 31. Oktober und 1. November 2015 in Inzell in der Max Aicher Arena statt. Die Meisterschaften im Allround-Mehrkampf und im Sprint-Mehrkampf fanden am 16. und 17. Januar 2016 in Berlin im Sportforum Hohenschönhausen stattfinden.

## Teilnehmer und Informationen
| 16 Vereine | 16 Vereine |
| --- | --- |
| - Berliner Turn- und Sportclub (TSC) - Chemnitzer Skatergemeinschaft (CSG) - Crimmitschauer Polizeisportverein (CPV) - DEC “Frillensee” Inzell (DEC) - Eisbären Juniors Berlin (EJB) - Eislauf-Verein Dresden (EVD) - Eisschnelllauf Club Chemnitz (ECC) - Eisschnelllauf Club Dynamo Frankfurt (EDF) | - Eisschnelllauf-Club-Grefrath 1992 (ECG) - Eissport & Schlittschuh Club 2007 Berlin (ESC) - Eissportclub Erfurt (ECE) - Eissportverein Berlin ’08 (ESB) - Münchener Eislauf-Verein von 1883 (MEV) - Olympischer Eisschnelllauf-Club Frankfurt (OEC) - Sport - Club Charlottenburg (SCC) - Turn- und Sportverein Vorwärts 1891 Mylau (TSM) |
| Deutsche Meisterschaften | |
| - Massenstart: 12 Frauen und 20 Männer 1 Strecke (Massenlauf) - Einzelstrecken: 19 Frauen und 26 Männer 6 Strecken (2×500 m, 1000 m, 1500 m, 3000 m nur Damen, 5000 m, 10.000 nur Männer) | - Allround-Mehrkampf: 4 Frauen und 7 Männer 4 Strecken (500 m, 1500, 3000 m nur Damen, 5000 m, 10.000 m nur Männer) - Sprint-Mehrkampf: 4 Frauen und 5 Männer 2 Strecken (500 m, 1000 m) |
| Rekorde (alle Meisterschaften zusammen) | |
| - Saisonbestzeit: (46x) - Bahnrekord: (1x) | - Meisterschaftsrekord: (4x) |

## Frauen

### Massenstart
| Rang | Athletin                                                                   | Zeit        |
| ---- | -------------------------------------------------------------------------- | ----------- |
| 1    | Claudia Pechstein (Eisbären Juniors Berlin)                                | 8:56.42 min |
| 2    | Michelle Uhrig (Eissportverein Berlin ’08)                                 | 8:56.51 min |
| 3    | Bente Kraus (Eisbären Juniors Berlin)                                      | 8:56.62 min |
| 4    | Isabell Ost (Eissportverein Berlin ’08)                                    | 8:56.93 min |
| 5    | Gabriele Hirschbichler (Deutscher Eisschnelllauf-Club "Frillensee" Inzell) | 9:15.28 min |
| 6    | Pia-Marie Powik (Sport - Club Charlottenburg)                              | 9:20.85 min |
| 7    | Stephanie Beckert (Eissportclub Erfurt)                                    | 8:56.83 min |
| 8    | Roxanne Dufter (Deutscher Eisschnelllauf-Club "Frillensee" Inzell)         | 8:58.07 min |
| 9    | Lydia Reinländer (Eissportclub Erfurt)                                     | 9:01.08 min |
| 10   | Sophie Reinländer (Eissportclub Erfurt)                                    | 9:20.68 min |
| 11   | Lea-Sophie Scholz (Berliner Turn- und Sportclub)                           | 9:22.96 min |
|      | Kimberly Günzel (Eissportverein Berlin ’08)                                | DQ          |

### Einzelstrecken

#### 2 × 500 Meter
| 1  | Denise Roth (Turn- und Sportverein Vorwärts 1891 Mylau) | 39.59 s (1)  | 39.56 s (1) | 79.150 |
| 2  | Katja Franzen (Eisschnelllauf-Club-Grefrath 1992)       | 39.92 s (2)  | 40.02 s (2) | 79.940 |
| 3  | Franziska Kühn (Eissportverein Berlin ’08)              | 40.61 s (3)  | 40.90 s (3) | 81.510 |
| 4  | Lea-Sophie Scholz (Berliner Turn- und Sportclub)        | 42.38 s (5)  | 42.21 s (5) | 84.590 |
| NC | Luise Nieke (Eisschnelllauf Club Chemnitz)              | 42.23s (4)   |             | n/a    |
| NC | Pia-Marie Powik (Sport - Club Charlottenburg)           | 42.63 s (6)  |             | n/a    |
| NC | Tabea Theurich (Berliner Turn- und Sportclub)           | 42.81 s (7)  |             | n/a    |
| NC | Nicole Kowalewskij (Eissportverein Berlin ’08)          | 43.20 s (8)  |             | n/a    |
| NC | Lydia Reinländer (Eissportclub Erfurt)                  | 43.26 s (9)  |             | n/a    |
| NC | Sylvie Zehmisch (Eissportclub Erfurt)                   | 43.88 s (10) |             | n/a    |
| NC | Kimberly Günzel (Eissportverein Berlin 08)              | DNF          | 42.18 s (4) | n/a    |

#### 1000 Meter
| Rang | Athletin                                                                   | Zeit        |
| ---- | -------------------------------------------------------------------------- | ----------- |
| 1    | Gabriele Hirschbichler (Deutscher Eisschnelllauf-Club "Frillensee" Inzell) | 1:16.54 min |
| 2    | Denise Roth (Turn- und Sportverein Vorwärts 1891 Mylau)                    | 1:20.66 min |
| 3    | Sophie Reinländer (Eissportclub Erfurt)                                    | 1:22.02 min |
| 4    | Tabea Theurich (Berliner Turn- und Sportclub)                              | 1:23.39 min |
| 5    | Franziska Kühn (Eissportverein Berlin ’08)                                 | 1:23.49 min |
| 6    | Luise Nieke (Eisschnelllauf Club Chemnitz)                                 | 1:23.57 min |
| 7    | Pia-Marie Powik (Sport - Club Charlottenburg)                              | 1:23.65 min |
| 8    | Lea-Sophie Scholz (Berliner Turn- und Sportclub)                           | 1:24.42 min |
| 9    | Nicole Kowalewskij (Eissportverein Berlin ’08)                             | 1:25.23 min |
| 10   | Kimberly Günzel (Eissportverein Berlin ’08)                                | 1:25.37 min |

#### 1500 Meter
| Rang | Athletin                                                                   | Zeit        |
| ---- | -------------------------------------------------------------------------- | ----------- |
| 1    | Gabriele Hirschbichler (Deutscher Eisschnelllauf-Club "Frillensee" Inzell) | 1:57.67 min |
| 2    | Roxanne Dufter (Deutscher Eisschnelllauf-Club "Frillensee" Inzell)         | 1:57.77 min |
| 3    | Isabell Ost (Eissportverein Berlin ’08)                                    | 2:00.98 min |
| 4    | Sophie Reinländer (Eissportclub Erfurt)                                    | 2:06.62 min |
| 5    | Sylvie Zehmisch (Eissportclub Erfurt)                                      | 2:08.36 min |
| 6    | Tabea Theurich (Berliner Turn- und Sportclub)                              | 2:09.56 min |
| 7    | Lydia Reinländer (Eissportclub Erfurt)                                     | 2:09.91 min |
| 8    | Luise Nieke (Eisschnelllauf Club Chemnitz)                                 | 2:11.87 min |
| 9    | Nicole Kowalewskij (Eissportverein Berlin ’08)                             | 2:11.98 min |
| 10   | Pia-Marie Powik (Sport - Club Charlottenburg)                              | 2:12.64 min |
| 11   | Lea-Sophie Scholz (Berliner Turn- und Sportclub)                           | 2:15.31 min |

#### 3000 Meter
| Rang | Athletin                                                           | Zeit        |
| ---- | ------------------------------------------------------------------ | ----------- |
| 1    | Claudia Pechstein (Eisbären Juniors Berlin)                        | 4:08.08 min |
| 2    | Stephanie Beckert (Eissportclub Erfurt)                            | 4:10.52 min |
| 3    | Bente Kraus (Eisbären Juniors Berlin)                              | 4:12.18 min |
| 4    | Roxanne Dufter (Deutscher Eisschnelllauf-Club "Frillensee" Inzell) | 4:14.99 min |
| 5    | Isabell Ost (Eissportverein Berlin ’08)                            | 4:15.77 min |
| 6    | Jessica Beckert (Eissportclub Erfurt)                              | 4:25.12 min |
| 7    | Lydia Reinländer (Eissportclub Erfurt)                             | 4:31.10 min |
| 8    | Tabea Theurich (Berliner Turn- und Sportclub)                      | 4:34.08 min |
| 9    | Sylvie Zehmisch (Eissportclub Erfurt)                              | 4:34.70 min |
| 10   | Nicole Kowalewskij (Eissportverein Berlin ’08)                     | 4:44.55 min |

#### 5000 Meter
| Rang | Athletin                                    | Zeit        |
| ---- | ------------------------------------------- | ----------- |
| 1    | Claudia Pechstein (Eisbären Juniors Berlin) | 7:07.26 min |
| 2    | Stephanie Beckert (Eissportclub Erfurt)     | 7:09.37 min |
| 3    | Bente Kraus (Eisbären Juniors Berlin)       | 7:18.06 min |
| 4    | Jessica Beckert (Eissportclub Erfurt)       | 7:28.84 min |

### Allround-Mehrkampf
| Rang | Athletin                                    | 500 Meter   | 3000 Meter      | 1500 Meter      | 5000 Meter      | Gesamt  |
| ---- | ------------------------------------------- | ----------- | --------------- | --------------- | --------------- | ------- |
| 1    | Claudia Pechstein (Eisbären Juniors Berlin) | 41.16 s (1) | 4:08.89 min (1) | 2:00.25 min (1) | 7:00.18 min (1) | 164,742 |
| 2    | Stephanie Beckert (Eissportclub Erfurt)     | 44.81 s (4) | 4:15.51 min (3) | 2:07.10 min (3) | 7:11.48 min (2) | 172,909 |
| 3    | Jessica Beckert (Eissportclub Erfurt)       | 44.77 s (3) | 4:22.92 min (4) | 2:10.74 min (4) | 7:30.08 min (3) | 177,178 |
| NC   | Bente Kraus (Eisbären Juniors Berlin)       | 41.99 s (2) | 4:12.98 min (2) | 2:03.67 s (2)   | DQ              | NC      |

### Sprint-Mehrkampf
| Rang | Athletin                                                | 500 Meter (1. Lauf) | 1000 Meter (1. Lauf) | 500 Meter (2. Lauf) | 1000 Meter (2. Lauf) | Gesamt  |
| ---- | ------------------------------------------------------- | ------------------- | -------------------- | ------------------- | -------------------- | ------- |
| 1    | Denise Roth (Turn- und Sportverein Vorwärts 1891 Mylau) | 40.02 s (1)         | 1:21.45 min (1)      | 40.17 s (1)         | 1:21.72 min (1)      | 161,775 |
| 2    | Katja Franzen (Eisschnelllauf-Club-Grefrath 1992)       | 40.34 s (2)         | 1:22.22 min (2)      | 40.36 s (2)         | 1:22.65 min (2)      | 163,145 |
| 3    | Luise Nieke (Eisschnelllauf Club Chemnitz)              | 41.55 s (3)         | 1:22.62 min (3)      | 41.85 s (3)         | 1:23.57 min (3)      | 166,495 |
| 4    | Tamara Kapischke (Eisschnelllauf-Club-Grefrath 1992)    | 42.40 s (4)         | 1:25.19 min (4)      | 42.72 s (3)         | 1:25.83 min (4)      | 170,630 |

## Männer

### Massenstart
| Rang | Athletin                                                                 | Zeit        |
| ---- | ------------------------------------------------------------------------ | ----------- |
| 1    | Patrick Beckert (Eissportclub Erfurt)                                    | 8:22.08 min |
| 2    | Joel Dufter (Deutscher Eisschnelllauf-Club "Frillensee" Inzell)          | 8:22.39 min |
| 3    | Pedro Beckert (Eissportclub Erfurt)                                      | 8:22.46 min |
| 4    | Jeremias Marx (Eissportclub Erfurt)                                      | 8:30.89 min |
| 5    | Alexander Bismar (Berliner Turn- und Sportclub)                          | 8:36.78 min |
| 6    | Jonas Pflug (Berliner Turn- und Sportclub)                               | 8:41.46 min |
| 7    | Moritz Geisreiter (Deutscher Eisschnelllauf-Club "Frillensee" Inzell)    | 8:23.99 min |
| 8    | Hubert Hirschbichler (Deutscher Eisschnelllauf-Club "Frillensee" Inzell) | 8:25.08 min |
| 9    | Willi Koschel (Eissportverein Berlin ’08)                                | 8:30.69 min |
| 10   | Johannes Brunner (Eisschnelllauf-Club-Grefrath 1992)                     | 8:31.05 min |
| 11   | Clemens Gawer (Eislauf-Verein Dresden)                                   | 8:31.36 min |
| 12   | Noel Müller (Eisschnelllauf Club Chemnitz)                               | 8:31.47 min |
| 13   | Berend de Haas (Eisschnelllauf-Club-Grefrath 1992)                       | 8:39.75 min |
| 14   | Denis Dressel (Eissportclub Erfurt)                                      | 8:39.86 min |
| 15   | Fridtjof Petzold (Crimmitschauer Polizeisportverein)                     | 8:49.04 min |
|      | Nils Behlau (Eissportclub Erfurt)                                        | DQ          |
|      | Hendrik Dombek (Münchener Eislauf-Verein von 1883)                       | DQ          |
|      | Florian Becker (Deutscher Eisschnelllauf-Club "Frillensee" Inzell)       | DQ          |
|      | Julius Frendel (Berliner Turn- und Sportclub)                            | DQ          |
|      | Christoph Müller (Eissportclub Erfurt)                                   | DQ          |

### Einzelstrecken

#### 2 × 500 Meter
| Rang | Athletin                                                        | 500 Meter (1. Lauf) | 500 Meter (2. Lauf) | Gesamt |
| ---- | --------------------------------------------------------------- | ------------------- | ------------------- | ------ |
| 1    | Nico Ihle (Chemnitzer Skatergemeinschaft)                       | 35.79 s (1)         | 35.26 s (1)         | 71.050 |
| 2    | Maximilian Strübe (Eissportclub Erfurt)                         | 36.41 s (3)         | 37.41s (4)          | 73.820 |
| 3    | Christoph Müller (Eissportclub Erfurt)                          | 37.38 s (5)         | 37.39 s (3)         | 74.770 |
| NC   | Joel Dufter (Deutscher Eisschnelllauf-Club "Frillensee" Inzell) | 35.92 s (2)         |                     | n/a    |
| NC   | Johannes Brunner (Eisschnelllauf-Club-Grefrath 1992)            | 37.28 s (4)         |                     | n/a    |
| NC   | Jeremias Marx (Eissportclub Erfurt)                             | 37.57 s (6)         |                     | n/a    |
| NC   | Hendrik Dombek (Münchener Eislauf-Verein von 1883)              | 37.65 s (7)         |                     | n/a    |
| NC   | Fridtjof Petzold (Crimmitschauer Polizeisportverein)            | 38.64 s (8)         |                     | n/a    |
| NC   | Alexander Schneider (Eissportverein Berlin ’08)                 | 38.85 s (9)         |                     | n/a    |
| NC   | Alexander Bismar (Berliner Turn- und Sportclub)                 | 38.87 s (10)        |                     | n/a    |
| NC   | Michael Roth (Turn- und Sportverein Vorwärts 1891 Mylau)        | 39.04 s (11)        |                     | n/a    |
| NC   | Nils Behlau (Eissportclub Erfurt)                               | 39.15 s (12)        |                     | n/a    |
| NC   | Kenneth Stargardt (Eissportverein Berlin ’08)                   | 39.26 s (13)        |                     | n/a    |
| NC   | Valentin Lustermann (Eissportclub Erfurt)                       | 39.39 s (14)        |                     | n/a    |
| DNF  | Sebastian Richter (Eissportclub Erfurt)                         | DNF                 | 36.85 s (2)         | DNF    |

#### 1000 Meter
| Rang | Athletin                                                                 | Zeit        |
| ---- | ------------------------------------------------------------------------ | ----------- |
| 1    | Nico Ihle (Chemnitzer Skatergemeinschaft)                                | 1:09.79 min |
| 2    | Joel Dufter (Deutscher Eisschnelllauf-Club "Frillensee" Inzell)          | 1:10.42 min |
| 3    | Hubert Hirschbichler (Deutscher Eisschnelllauf-Club "Frillensee" Inzell) | 1:10.60 min |
| 4    | Philipp Steinert (Eisschnelllauf Club Chemnitz)                          | 1:12.61 min |
| 5    | Maximilian Strübe (Eissportclub Erfurt)                                  | 1:12.77 min |
| 6    | Hendrik Dombek (Münchener Eislauf-Verein von 1883)                       | 1:13.22 min |
| 7    | Noel Müller (Eisschnelllauf Club Chemnitz)                               | 1:13.94 min |
| 8    | Sebastian Richter (Eissportclub Erfurt)                                  | 1:14.03 min |
| 9    | Johannes Brunner (Eisschnelllauf-Club-Grefrath 1992)                     | 1:14.64 min |
| 10   | Fridtjof Petzold (Crimmitschauer Polizeisportverein)                     | 1:15.07 min |
| 11   | Alexander Bismar (Berliner Turn- und Sportclub)                          | 1:16.67 min |
| 12   | Paul Galczinsky (Eisschnelllauf Club Dynamo Frankfurt)                   | 1:17.43 min |
| 13   | Paul Tonat (Eissport & Schlittschuh Club 2007 Berlin)                    | 1:17.44 min |
| 14   | Alexander Schneider (Eissportverein Berlin ’08)                          | 1:17.61 min |
| 15   | Kenneth Stargardt (Eissportverein Berlin 08)                             | 1:17.97 min |
| 16   | Michael Roth (Turn- und Sportverein Vorwärts 1891 Mylau)                 | 1:18.08 min |
|      | Christoph Müller (Eissportclub Erfurt)                                   | DQ          |

#### 1500 Meter
| Rang | Athletin                                                                 | Zeit        |
| ---- | ------------------------------------------------------------------------ | ----------- |
| 1    | Patrick Beckert (Eissportclub Erfurt)                                    | 1:47.69 min |
| 2    | Hubert Hirschbichler (Deutscher Eisschnelllauf-Club "Frillensee" Inzell) | 1:47.90 min |
| 3    | Joel Dufter (Deutscher Eisschnelllauf-Club "Frillensee" Inzell)          | 1:49.06 min |
| 4    | Philipp Steinert (Eisschnelllauf Club Chemnitz)                          | 1:50.93 min |
| 5    | Manuel Gras (Eissportclub Erfurt)                                        | 1:52.74 min |
| 6    | Pedro Beckert (Eissportclub Erfurt)                                      | 1:53.18 min |
| 7    | Hendrik Dombek (Münchener Eislauf-Verein von 1883)                       | 1:53.94 min |
| 8    | Noel Müller (Eisschnelllauf Club Chemnitz)                               | 1:54.00 min |
| 9    | Jeremias Marx (Eissportclub Erfurt)                                      | 1:54.04 min |
| 10   | Johannes Brunner (Eisschnelllauf-Club-Grefrath 1992)                     | 1:55.13 min |
| 11   | Nils Behlau (Eissportclub Erfurt)                                        | 1:56.13 min |
| 12   | Fridtjof Petzold (Crimmitschauer Polizeisportverein)                     | 1:56.80 min |
| 13   | Paul Tonat (Eissport & Schlittschuh Club 2007 Berlin)                    | 1:57.45 min |
| 14   | Paul Galczinsky (Eisschnelllauf Club Dynamo Frankfurt)                   | 1:57.51 min |
| 15   | Valentin Lustermann (Eissportclub Erfurt)                                | 1:57.75 min |
| 16   | Alexander Bismar (Berliner Turn- und Sportclub)                          | 1:57.81 min |
| 17   | Michael Roth (Turn- und Sportverein Vorwärts 1891 Mylau)                 | 1:59.18 min |
| 18   | Alexander Schneider (Eissportverein Berlin ’08)                          | 2:00.60 min |
| 19   | Kenneth Stargardt (Eissportverein Berlin ’08)                            | 2:03.32 min |

#### 5000 Meter
| Rang | Athletin                                   | Zeit        |
| ---- | ------------------------------------------ | ----------- |
| 1    | Patrick Beckert (Eissportclub Erfurt)      | 6:19.75 min |
| 2    | Jonas Pflug (Berliner Turn- und Sportclub) | 6:42.54 min |
| 3    | Felix Maly (Eissportclub Erfurt)           | 6:45.41 min |
| 4    | Clemens Gawer (Eislauf-Verein Dresden)     | 6:51.06 min |
| 5    | Manuel Gras (Eissportclub Erfurt)          | 6:52.81 min |
| 6    | Jeremias Marx (Eissportclub Erfurt)        | 6:54.54 min |

#### 10.000 Meter
| Rang | Athletin                               | Zeit         |
| ---- | -------------------------------------- | ------------ |
| 1    | Felix Maly (Eissportclub Erfurt)       | 14:15.86 min |
| 2    | Clemens Gawer (Eislauf-Verein Dresden) | 14:24.18 min |

### Allround-Mehrkampf
| Rang | Athletin                                                              | 500 Meter   | 5000 Meter      | 1500 Meter      | 10.000 Meter     | Gesamt  |
| ---- | --------------------------------------------------------------------- | ----------- | --------------- | --------------- | ---------------- | ------- |
| 1    | Moritz Geisreiter (Deutscher Eisschnelllauf-Club "Frillensee" Inzell) | 39.26 s (1) | 6:36.50 min (1) | 1:52.36 min (1) | 13:29.75 min (1) | 156,850 |
| 2    | Felix Maly (Eissportclub Erfurt)                                      | 39.13 s (4) | 6:41.86 min (2) | 1:54.51 min (2) | 13:59.51 min (3) | 172,909 |
| 3    | Felix Rijhnen (Olympischer Eisschnelllauf-Club Frankfurt)             | 40.65 s (7) | 6:42.53 min (3) | 1:56.01 min (3) | 13:55.16 min (2) | 161,331 |
| 4    | Julius Frendel (Berliner Turn- und Sportclub)                         | 39.77 s (6) | 7:00.94 min (5) | 1:57.22 s (5)   | 14:37.75 min (4) | 164,824 |
| NC   | Clemens Gawer (Eislauf-Verein Dresden)                                | 38.95 s (2) | 6:57.70 min (4) | 1:56.68 s (4)   |                  | n/a     |
| NC   | Fridtjof Petzold (Crimmitschauer Polizeisportverein)                  | 39.09 s (3) | 7:11.28 min (6) | 1:58.92 s (7)   |                  | n/a     |
| NC   | Alexander Bismar (Berliner Turn- und Sportclub)                       | 38.19 s (1) | 7:23.70 min (7) | 1:58.41 s (6)   |                  | n/a     |

### Sprint-Mehrkampf
| Rang | Athletin                                     | 500 Meter (1. Lauf) | 1000 Meter (1. Lauf) | 500 Meter (2. Lauf) | 1000 Meter (2. Lauf) | Gesamt  |
| ---- | -------------------------------------------- | ------------------- | -------------------- | ------------------- | -------------------- | ------- |
| 1    | Nico Ihle (Chemnitzer Skatergemeinschaft)    | 35.11 s (1)         | 1:09.39 min (1)      | 35.56 s (1)         | 1:10.26 min (1)      | 140,495 |
| 2    | Denis Dressel (Eissportclub Erfurt)          | 36.72 s (3)         | 1:12.18 min (2)      | 36.34 s (2)         | 1:12.45 min (2)      | 145,375 |
| 3    | Sebastian Richter (Eissportclub Erfurt)      | 36.52 s (2)         | 1:13.50 min (3)      | 36.76 s (3)         | 1:14.55 min (3)      | 147,305 |
| 4    | Maximilian Strübe (Eissportclub Erfurt)      | 36.79 s (4)         | 1:13.97 min (4)      | 36.86 s (3)         | 1:14.72 min (4)      | 148,015 |
| 5    | Florian Kämmerer (Eissportverein Berlin ’08) | 37.40 s (5)         | 1:15.19 min (5)      | 37.79 s (5)         | 1:16.87 min (5)      | 151,230 |